# Sven Thaulow
Sven Thaulow (né le 24 octobre 1905 et mort le 17 septembre 1967) est un nageur norvégien ayant participé aux Jeux olympiques de 1924 à Paris sur le 100 mètres dos.

## Biographie
Aux Jeux olympiques de 1924 à Paris, Sven Thaulow est engagé sur le 100 mètres dos. Il remporte sa série en 1 min 24 s et se qualifie pour les demi-finales. Il réalise 1 min 24 s 20. Arrivé dernier de sa course, il ne se qualifie pas pour la finale.
Sven Thaulow est champion de Norvège du 100 mètres dos en 1927, en 1 min 22 s 20. Il monte sur la deuxième marche du podium en 1925 en 1 min 23 s 10.